# Goudargues
Goudargues is een gemeente in het Franse departement Gard, regio Occitanie. Het eeuwenoude dorp maakt deel uit van het arrondissement Nîmes. Goudargues telde op 1 januari 2022 1.118 inwoners.
Goudargues staat plaatselijk bekend als La Venice Gardoise, het Venetië van Gard, vanwege het kanaaltje dat door het centrum stroomt. Dit kanaaltje is omringd met terrasjes en ligt in de schaduw van twee rijen volgroeide platanen.
Tot 2020 werd er op 15 augustus, tijdens het Fête Votive, een spetterend waterfestival in gehouden, Apéro de Goudargues geheten. Maar dat is inmiddels op last van de burgemeester verboden, omdat het vaak uit de hand liep.

## Geografie
De oppervlakte van Goudargues bedroeg op 1 januari 2022 30,27 vierkante kilometer; de bevolkingsdichtheid was toen 36,9 inwoners per km².

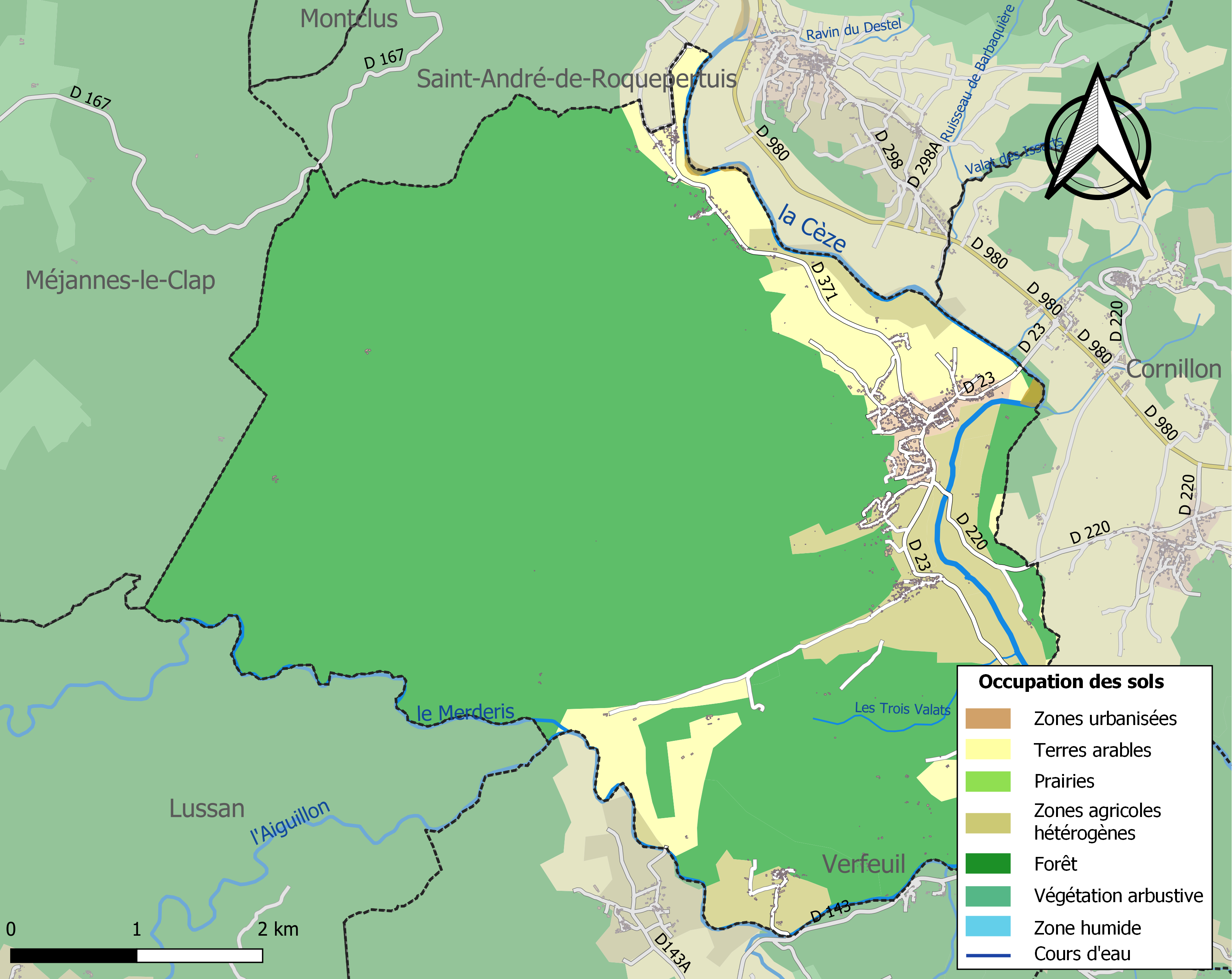
Kaart van de gemeente met belangrijkste infrastructuur, bodemgebruik en omliggende gemeenten

## Demografie
Onderstaande figuur toont het verloop van het inwonertal (bron: INSEE-tellingen).